# Chiesa di San Pietro Martire (Venezia)

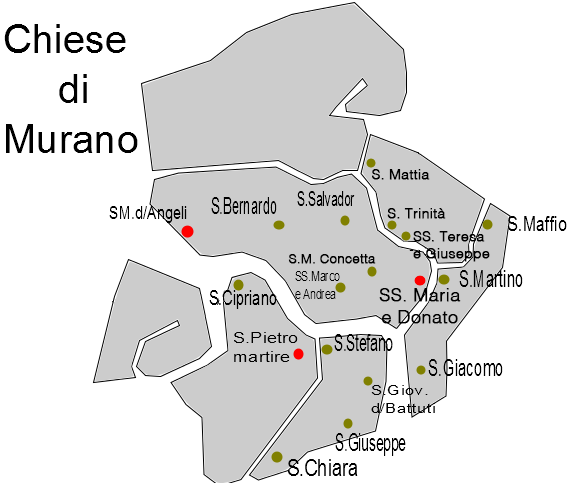

La chiesa arcipretale di San Pietro Martire è una chiesa dell'isola di Murano, nella laguna di Venezia, intitolata al martire domenicano Pietro da Verona.

## Storia

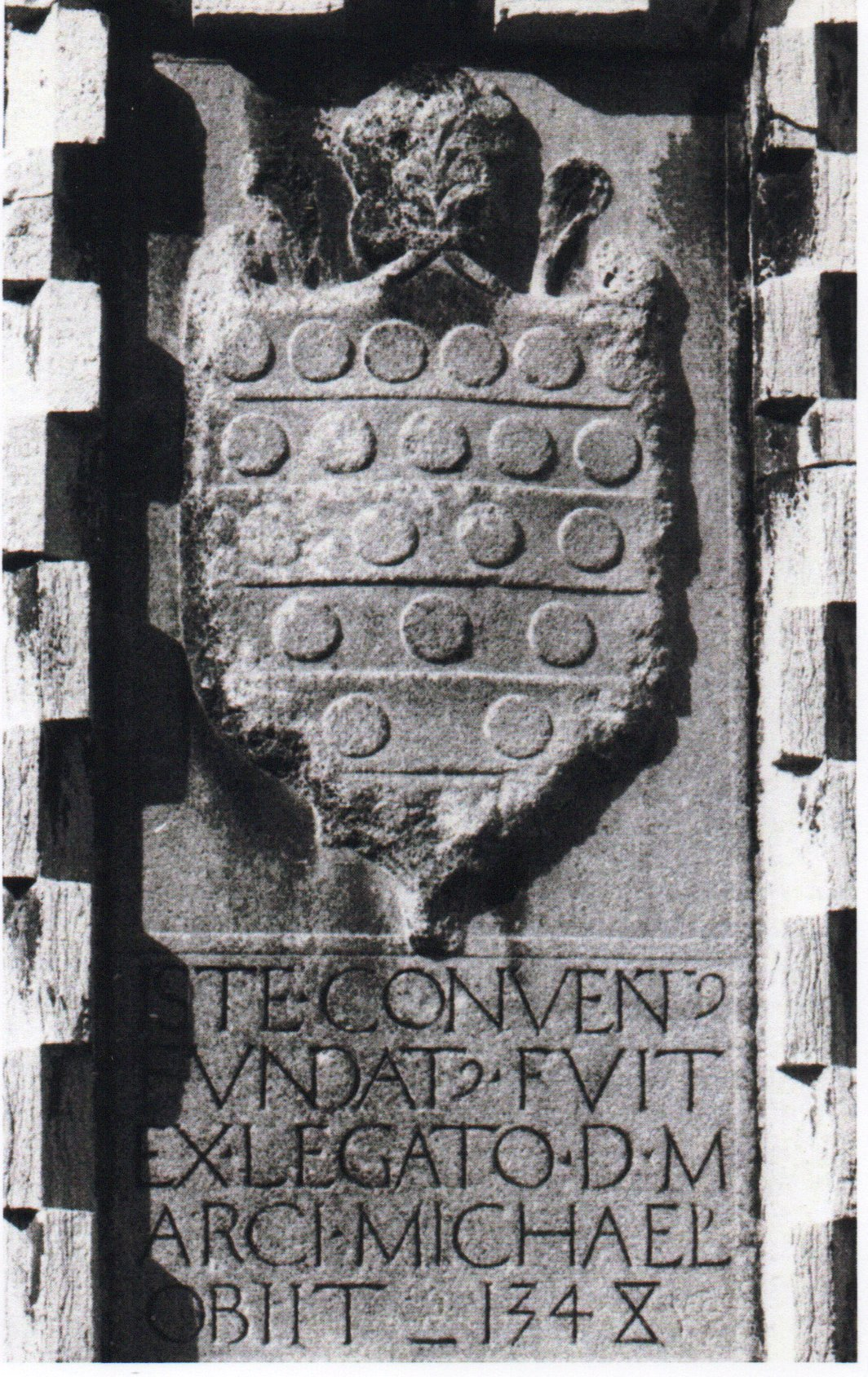
Lapide fondazione 1348

Fu edificata nel 1348 assieme ad un convento di padri domenicani ed era dedicata a san Giovanni Battista. Fu eretta per volontà di Marco Michiel e consacrata il 17 settembre del 1417. 
Un gravissimo incendio la rase completamente al suolo nel 1474 e solo nel 1511 fu ricostruita così come appare attualmente. Nei decenni successivi furono aggiunti altari di stie barocco alle navate laterali.
La chiesa venne chiusa nel 1806, pochi anni dopo la caduta della Repubblica di Venezia a causa dei decreti napoleonici della soppressione degli ordini religiosi del 28 luglio 1806; i domenicani si trasferirono a Venezia, chiesa e convento vennero chiusi e destinati a servizio della occupazione militare.
Solamente il 13 settembre 1813 la chiesa venne riaperta al culto come nuova chiesa parrocchiale, dopo che la chiesa parrocchiale di Santo Stefano, posta nel campo al di la del canale, era stata demolita. 
Attualmente è una delle due parrocchiali dell'isola di Murano.

## Descrizione

### Esterno
L'edificio, completamente in mattoni a vista, presenta una facciata divisa in tre parti, con portale cinquecentesco sovrastato da un grande rosone, che ne caratterizzano i tratti rinascimentali. 
Sul lato di sinistra sorge un portico ad archi e colonnine di stile gotico: ciò che rimane dell'antico chiostro della vicina chiesa di Santa Chiara. Sempre sulla sinistra spicca, imponente, il campanile, databile al 1498-1502. 

### Interno

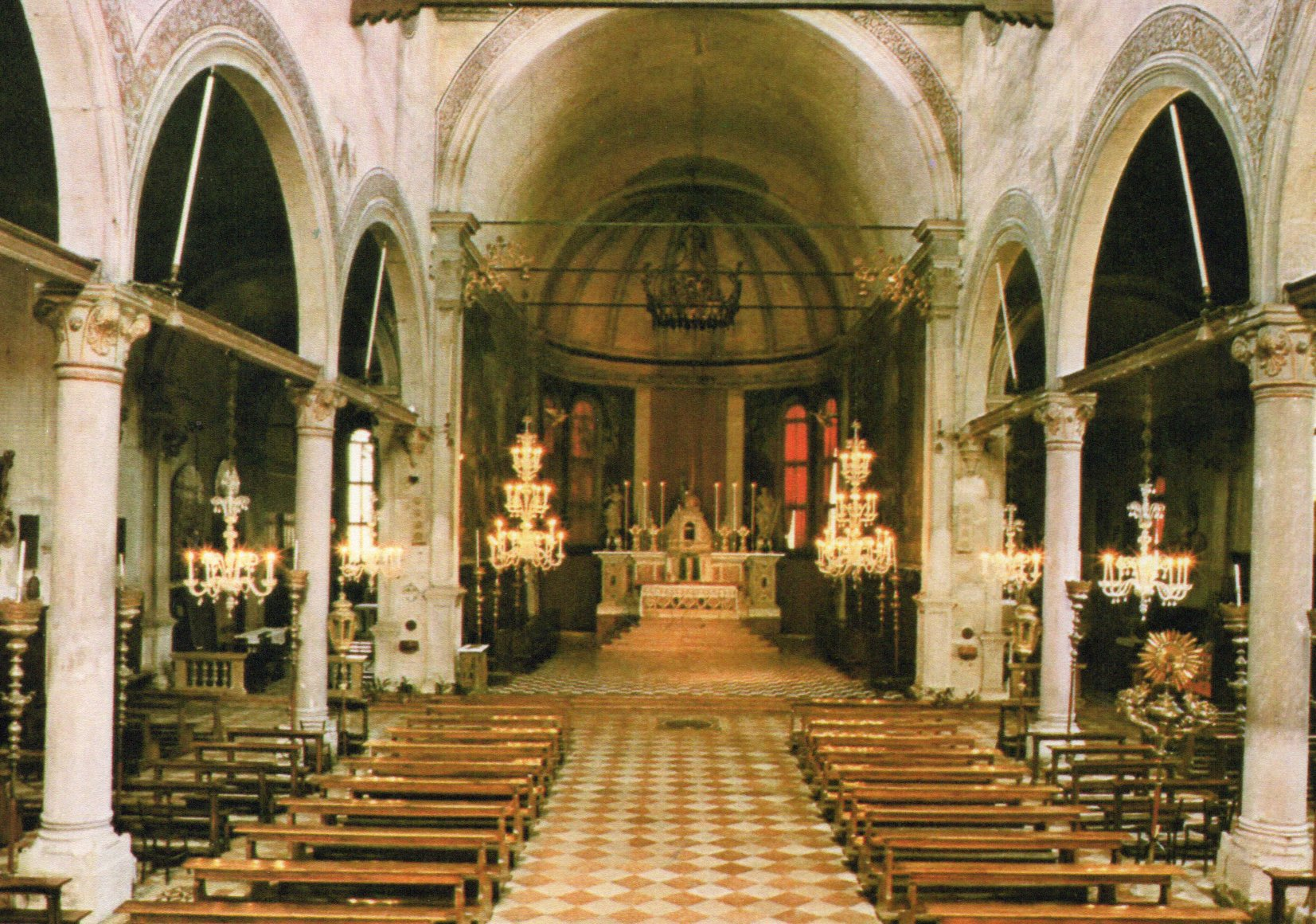
Murano, Chiesa San Pietro Martire, Interno

L'interno è a pianta basilicale, a tre navate, divise da due file di massicce colonne, e con tetto a travi scoperti. Molto ampio è il presbiterio, coperto con volta a botte, affiancato da due piccole cappelle.
Sulle pareti della navata centrale, sopra le colonne, sono rappresentati in affresco dei santi domenicani con l'abito bianco ed il mantello nero: San Tommaso, San Vincenzo di Valentia, Beato Giordano di Sassonia, San Domenico, Santa Caterina da Siena e San Alberto Magno sopra i quali una scritta ne illustra le virtù.
Oltre all'altare maggiore e agli altari delle due cappelle, sono presenti altri due altari minori, uno per navata laterale. 

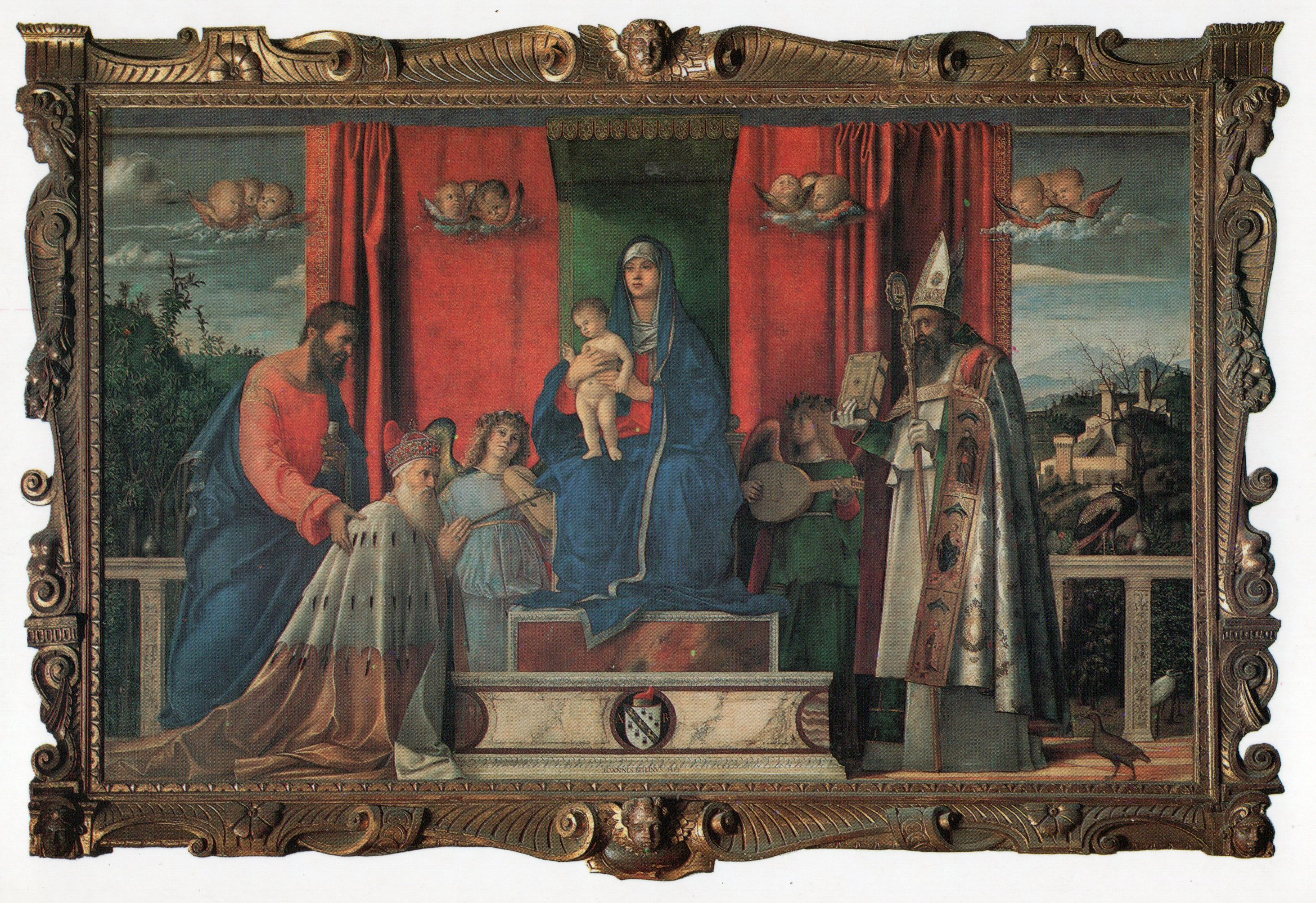
Giovanni Bellini, 1488, Murano Chiesa San Pietro Martire

Un'opera che molti studiosi attribuiscono al Tintoretto, il Battesimo di Cristo, è visibile nella navata destra. Nella stessa navata sono ospitate anche due opere di Giovanni Bellini: Assunzione della Vergine e otto santi, risalente agli anni 1510-1513, e la  pala Barbarigo raffigurante la Vergine col Bambino, due angeli musicanti, sant'Agostino e san Marco che presenta il doge Agostino Barbarigo; quest'ultima opera risale al 1488, e fu qui trasferita dalla chiesa di Santa Maria degli Angeli. 
Sul lato destro del presbiterio si trova la cappella della famiglia Ballarin, dedicata ai santi Giuseppe e Maria, e più conosciuta col nome di "cappella dei Ballarin di Murano". La cappella venne fatta costruire da Giorgio Ballarin, celebre vetraio che vi fu sepolto nel 1506, per sé, per la sua famiglia e per i suoi discendenti. Zorzi (Giorgio) Ballarin acquisì il cognome Ballarin in una circostanza particolare: stava lavorando il vetro in fornace quando un cannello incandescente cadde sul suo piede sinistro. Da allora egli iniziò a camminare saltando e questo gli valse il soprannome di Ballarin. In questa cappella nel 1835, quando venne demolita la chiesa di Santo Stefano, vi furono trasportati i resti dei Santi Innocenti e posti in un sarcofago con la scritta: "SS. Innocentium Bethlemitarum Corpora". Nella cappella sono inoltre ospitati il monumento funebre dedicato al Cancellier grande della Repubblica di Venezia, Giovanni Battista Ballarin, morto il 29 settembre del 1666 a Isdin in Macedonia, e le tombe dei suoi figli Domenico Ballarin, anche lui Cancellier grande della Repubblica di Venezia, morto il 2 novembre 1698 e Alessandro segretario d'ambasciata e del senato mancato ai primi anni del sec. XVIII.. 

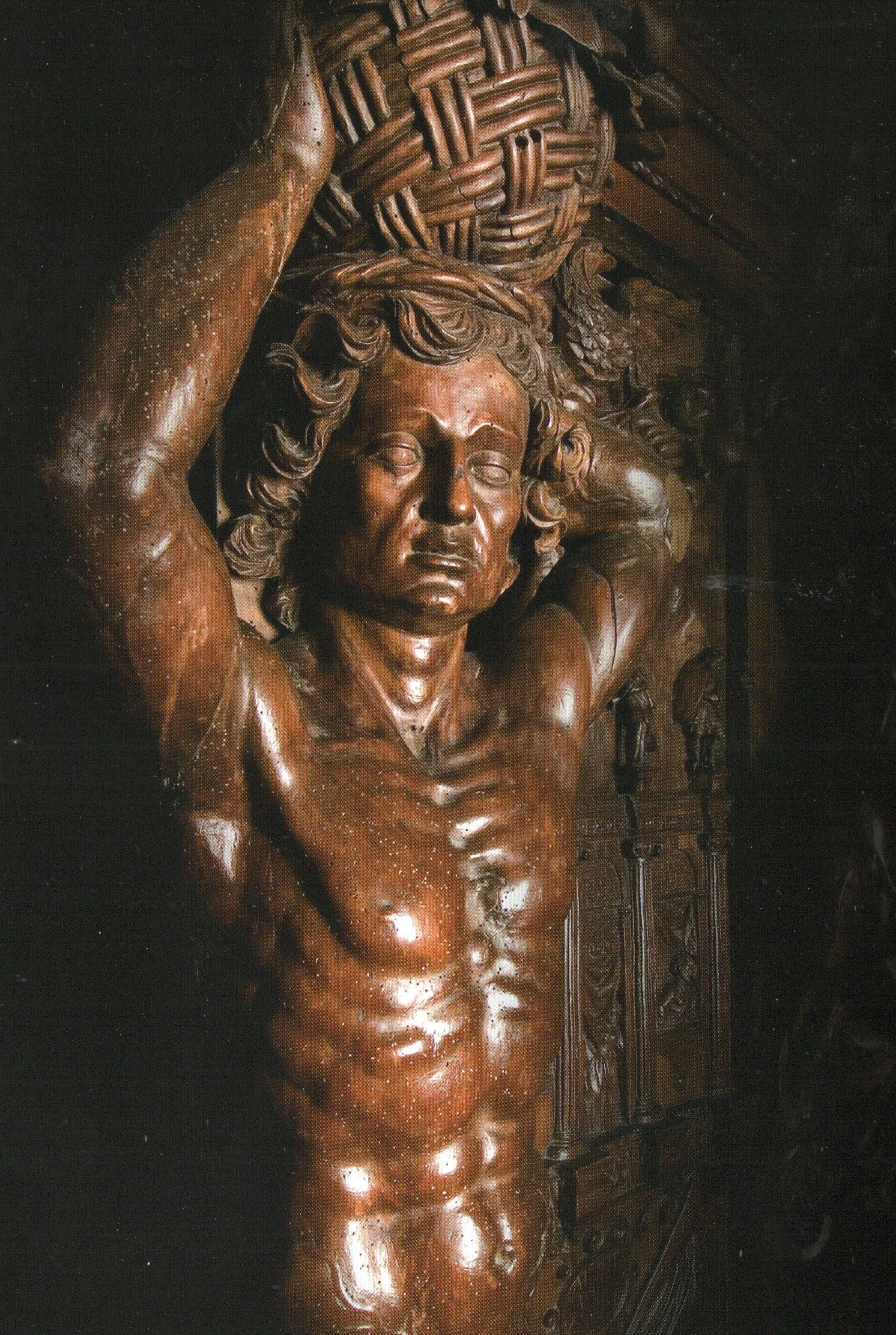
Murano, Chiesa San Pietro Martire Dossali della sacrestia, un telamone

Nella Cappella Ballarin di Murano si trovava una Pala di Giovanni Bellini di 2 metri x 3 che fu commissionata dai figli del Zorzi, raffigurante il martirio dei Padri Domenicani, in cui da lontano si vede Milano. Ora questa Pala si trova alla National Gallery di Londra.
Nella cappella maggiore (presbiterio) si trovano le Nozze di Canaan e la Moltiplicazione dei pani e dei pesci, opere di Bartolomeo Letterini (1669-1749), e la Deposizione dalla Croce di Giuseppe Porta (detto il Salviati,1520-1573). 
Nella cappella del SS. Sacramento, a sinistra del presbiterio, si trova un altare in stile lombardesco con un Ecce Homo a rilievo del 1495, proveniente dalla distrutta chiesa muranese di Santo Stefano.
Nella sagrestia furono trasportati e riadattati nell'Ottocento anche i dossali lignei di Pietro Morando, anch'essi già a Santo Stefano trasportati colà dopo la soppressione della chiesa di San Zuanne dei Battuti, raffiguranti una serie di telamoni e alcuni episodi della vita di San Giovanni Battista (1652-1666). Anche le tele poste superiormente ad essi, di autori vari, hanno la medesima provenienza. 
Dalla chiesa di Santa Maria degli Angeli proviene invece una tela di Paolo Veronese, il San Girolamo nel deserto, che si trova nella navata di destra; accanto un dipinto di G.A. da Lodi detto Pseudo Boccaccino (sec. XV-XVI) con la Madonna in trono tra San Giovanni Battista, San Giorgio e due vescovi.
Nella cappella di sinistra si può vedere il quadro Sant'Agata in carcere visitata da san Pietro e un angelo di Paolo Veronese.
Nel 1508, quando la chiesa era in fase di ricostruzione, venne ordinato a Fra Bartolomeo un grande dipinto raffigurante Dio Padre in gloria tra le sante Maria Maddalena e Caterina da Siena. L'opera non venne mai consegnata ai domenicani di Murano ed oggi la si può vedere nel Museo Nazionale di Villa Guinigi a Lucca.  

## Museo parrocchiale
Nel Museo parrocchiale sono raccolte in una stanza le pitture dipinte su tavola, fra le quali la Pala dei Barcaioli, di Giovanni Agostino da Lodi (1500 circa), opera che testimonia la diffusione dei modi leonardeschi a Venezia.

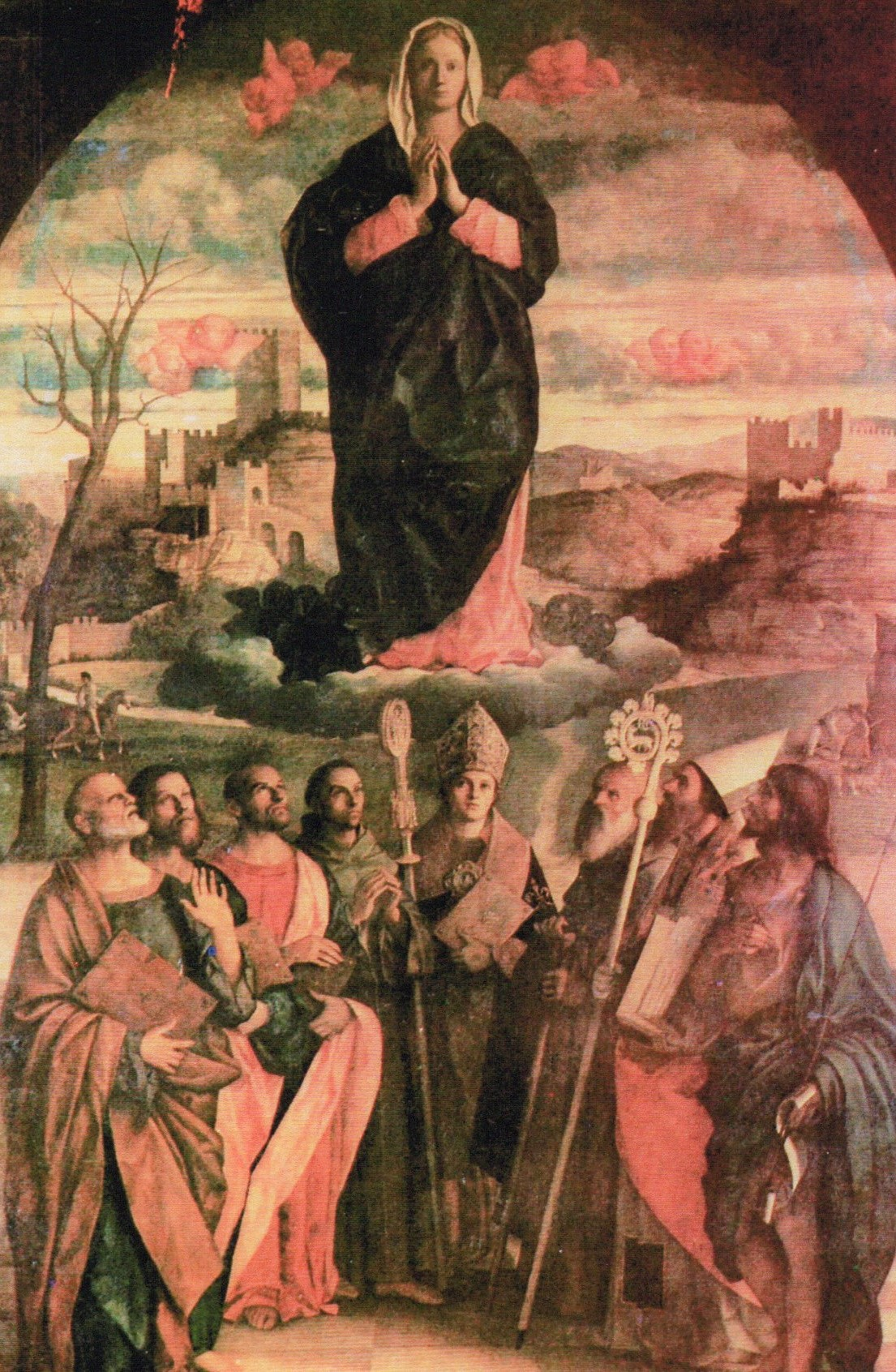
Bellini, Assunzione della Vergine
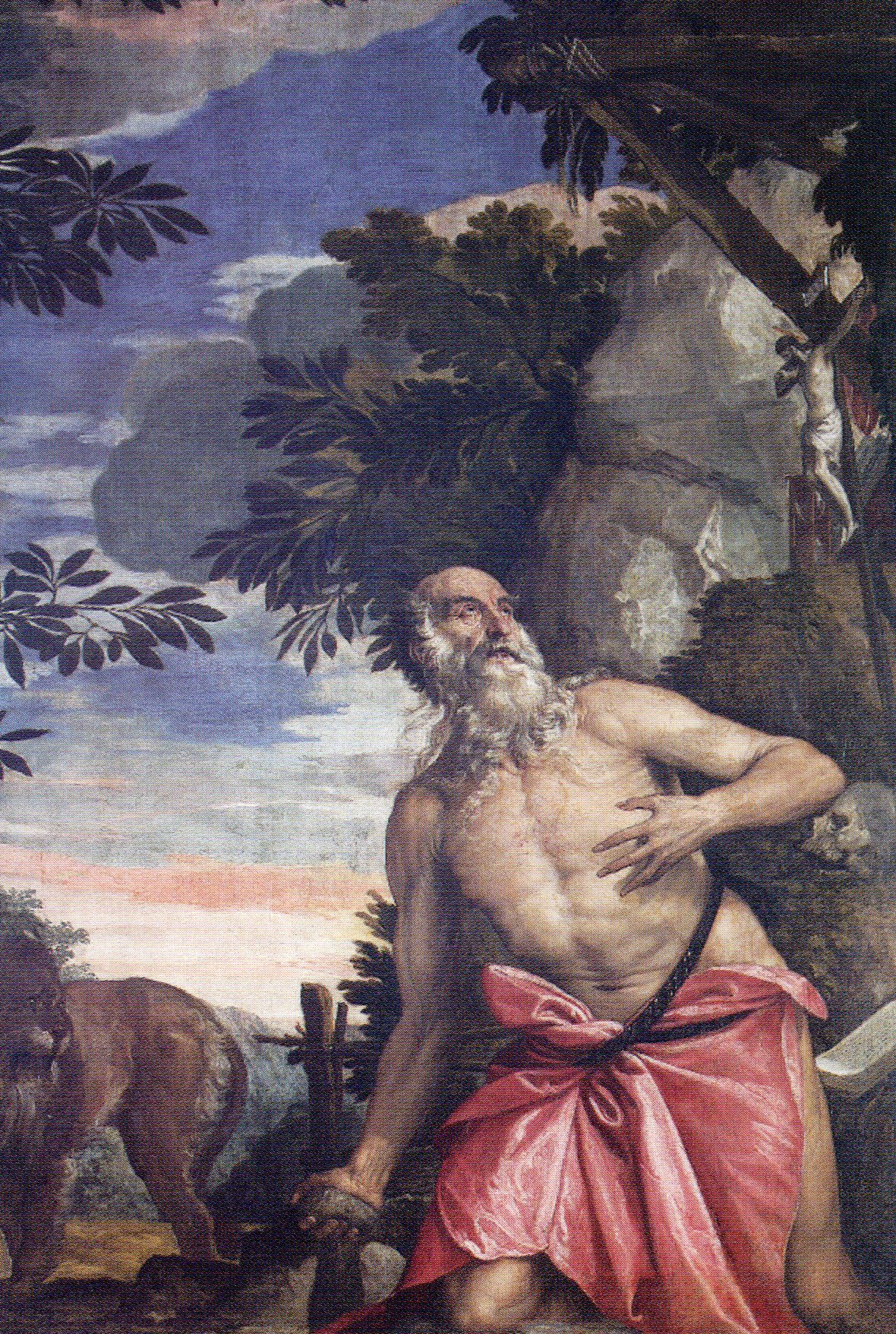
Veronese, San Girolamo
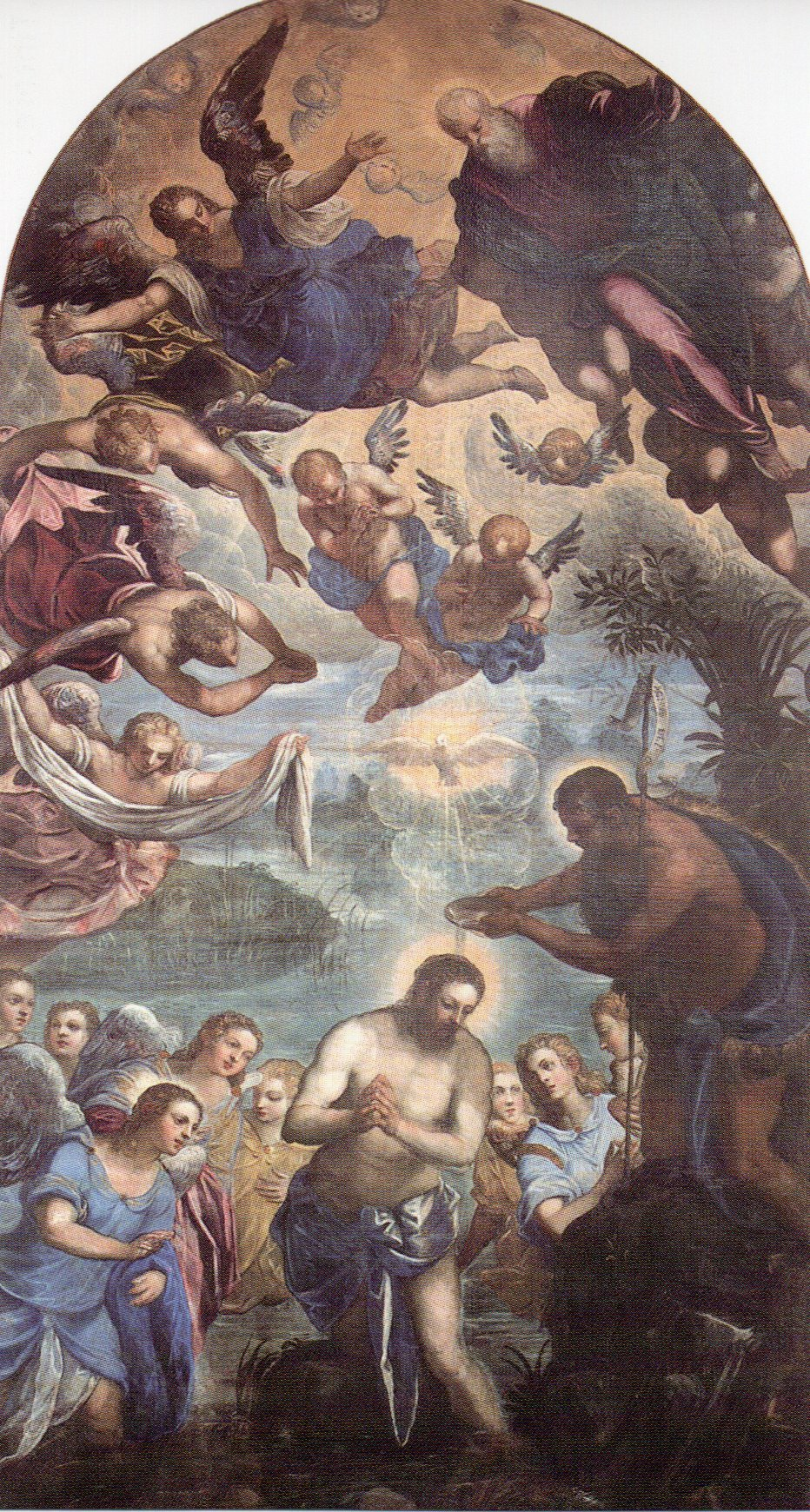
Jacopo Tintoretto, Battesimo di Cristo
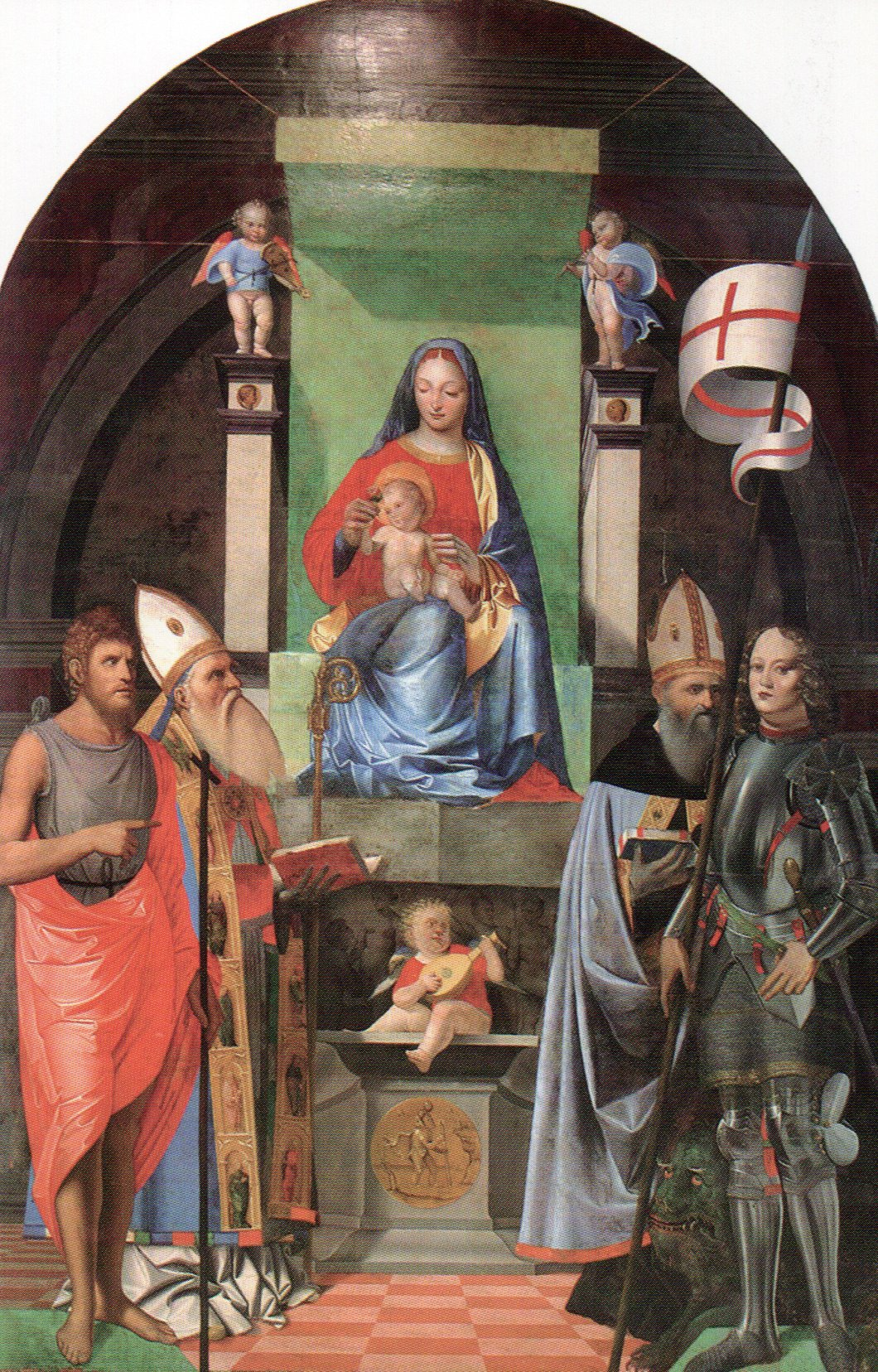
G. da Lodi, Madonna tra Il Battista, San Giorgio e due vescovi
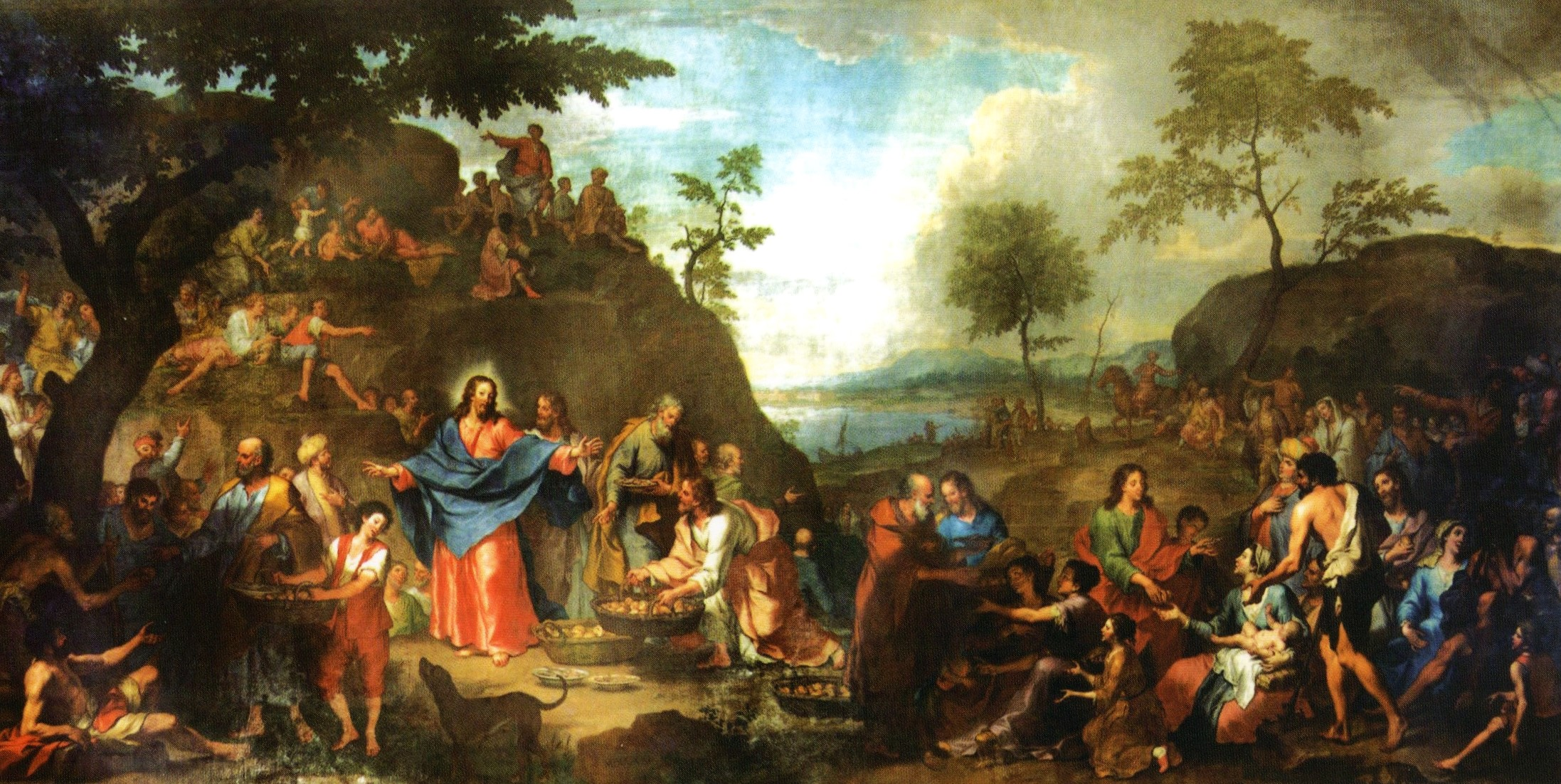
Bartolomeo Letterini, Moltiplicazione dei pani e dei pesci
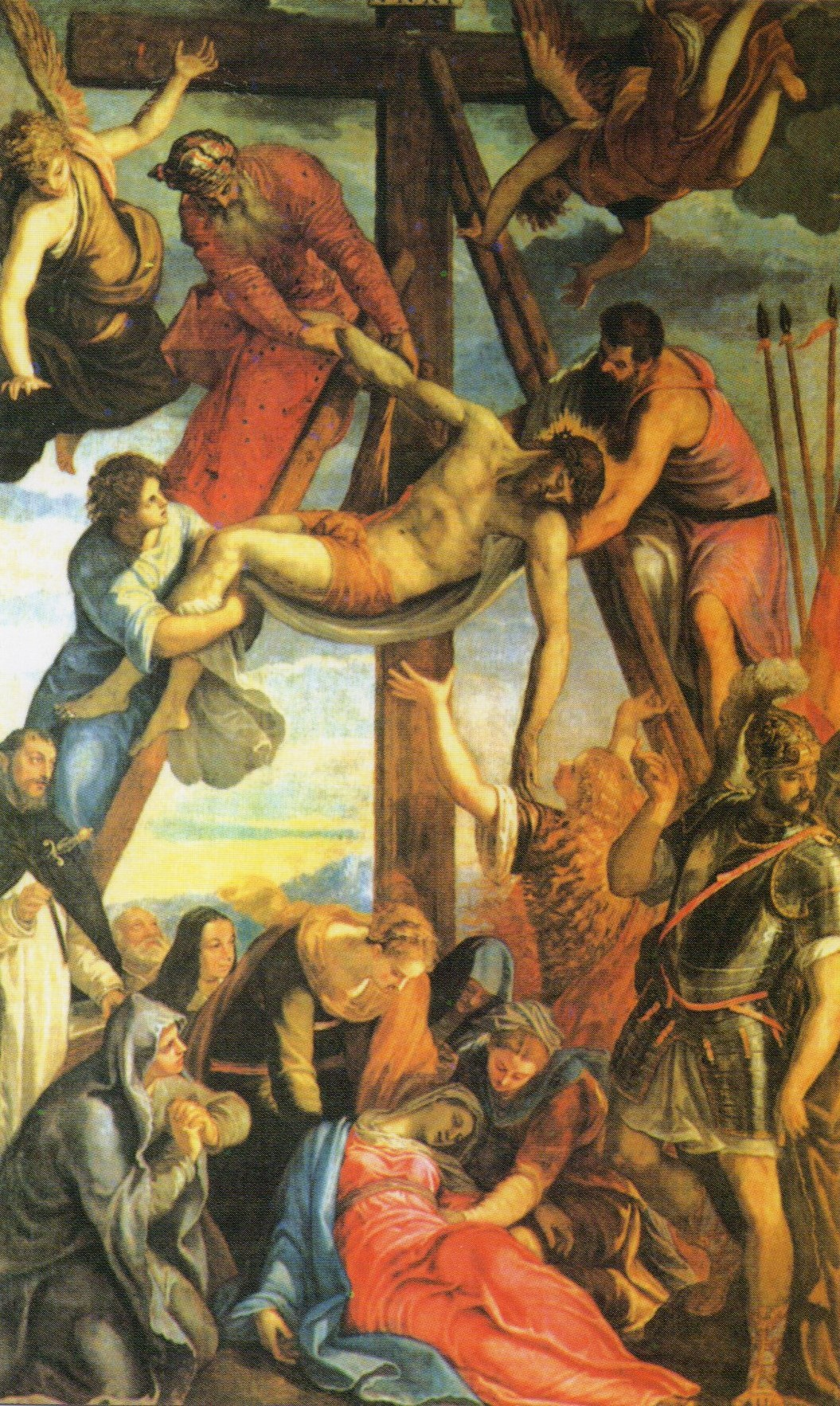
Giuseppe Porta detto Salviati, Deposizione dalla croce
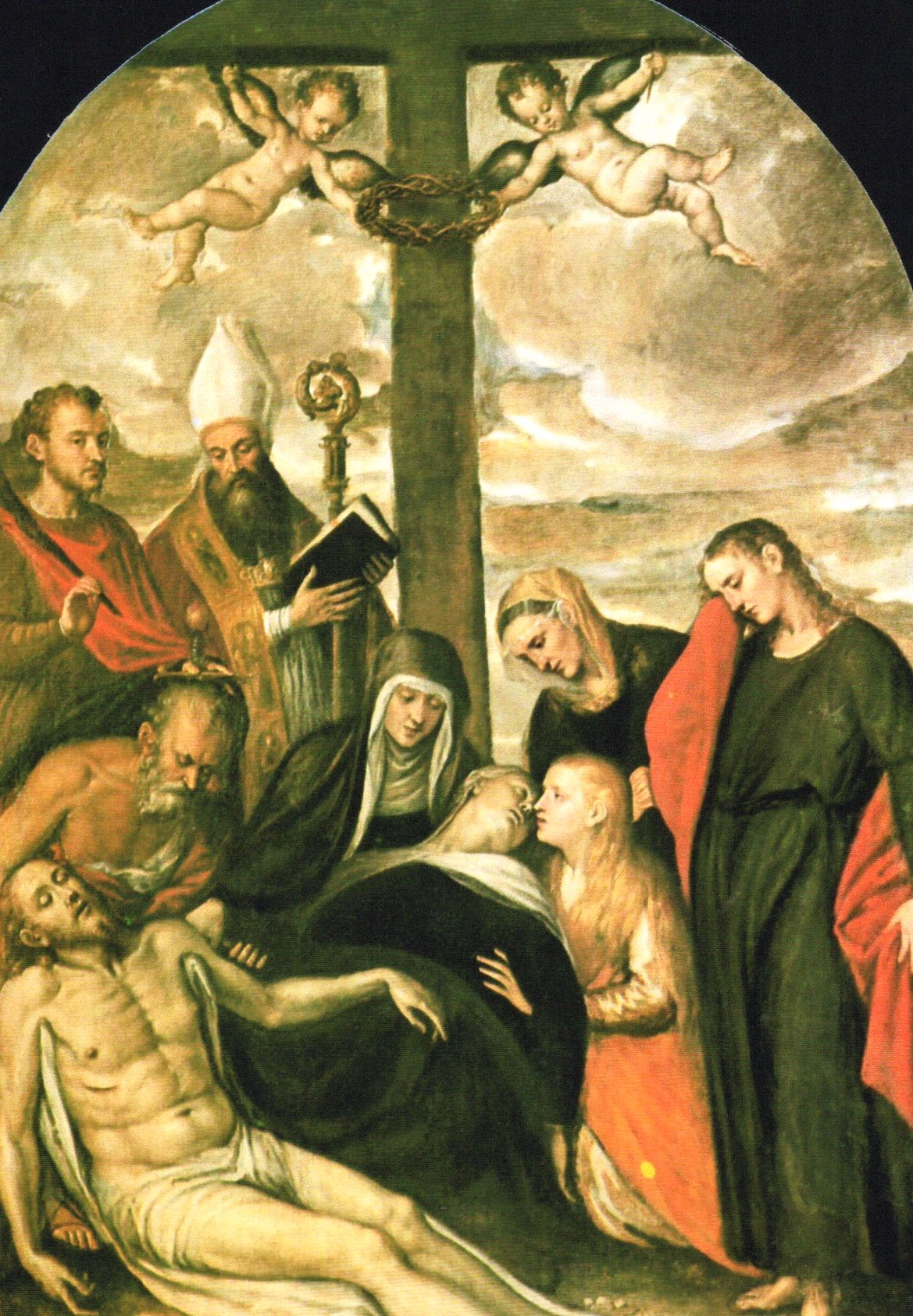
Dal Moro, Deposizione dalla croce
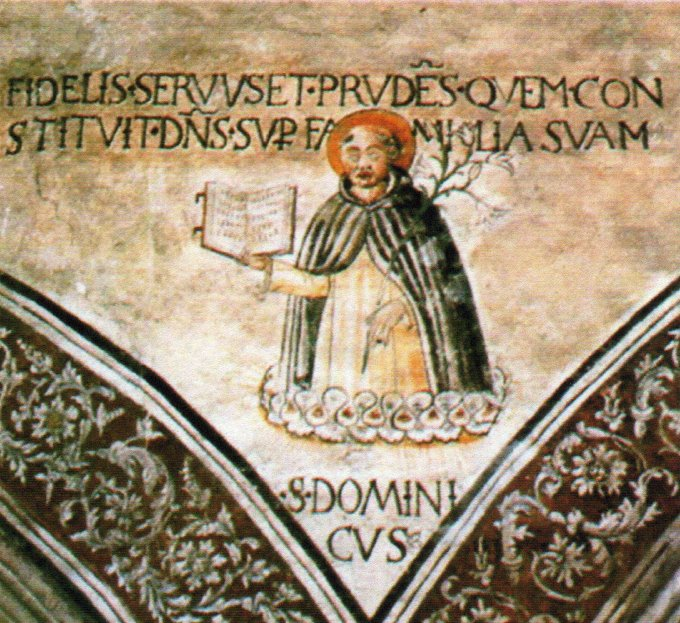
San Domenico
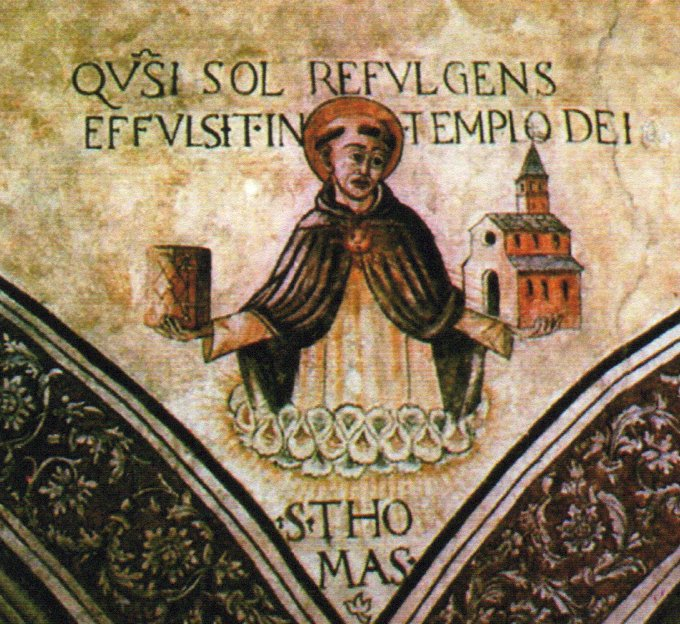
San Tomaso
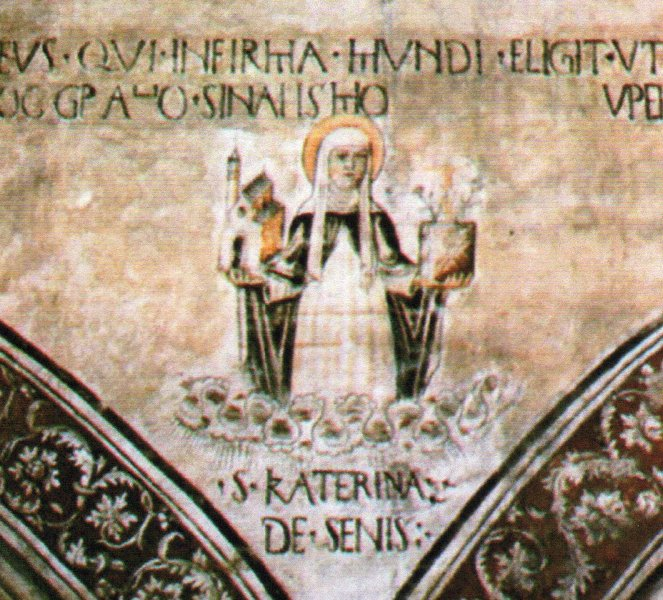
Santa Caterina da Siena
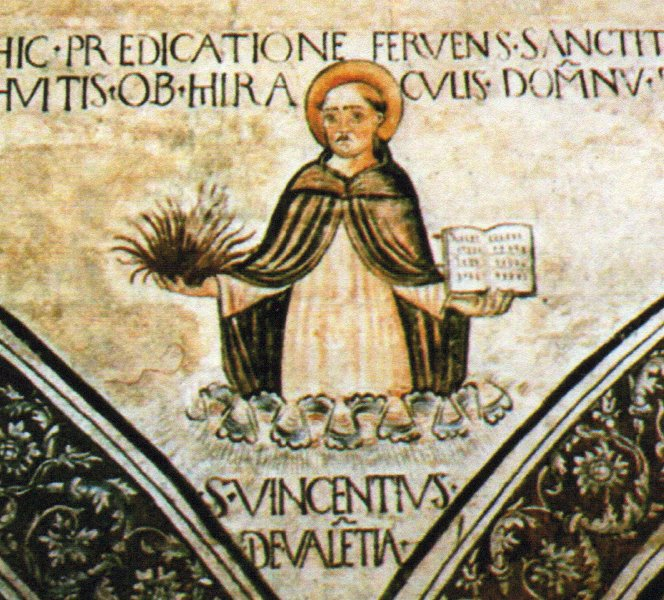
San Vincenzo da Valentia
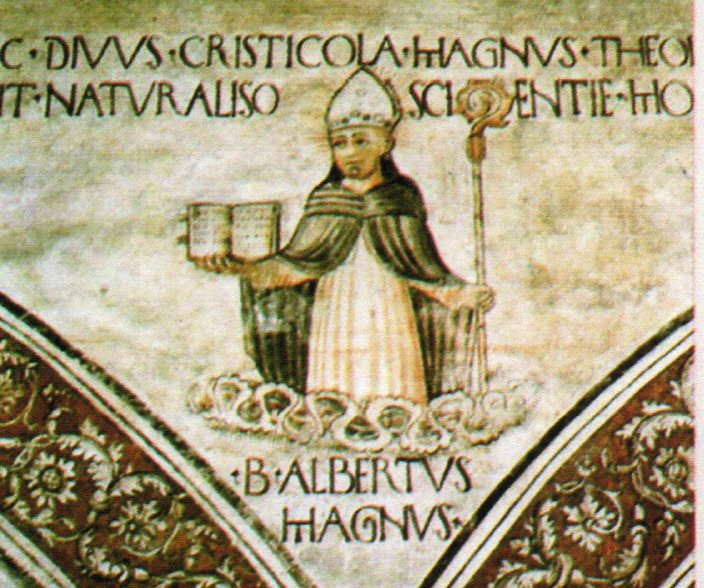
Beato Alberto Magno
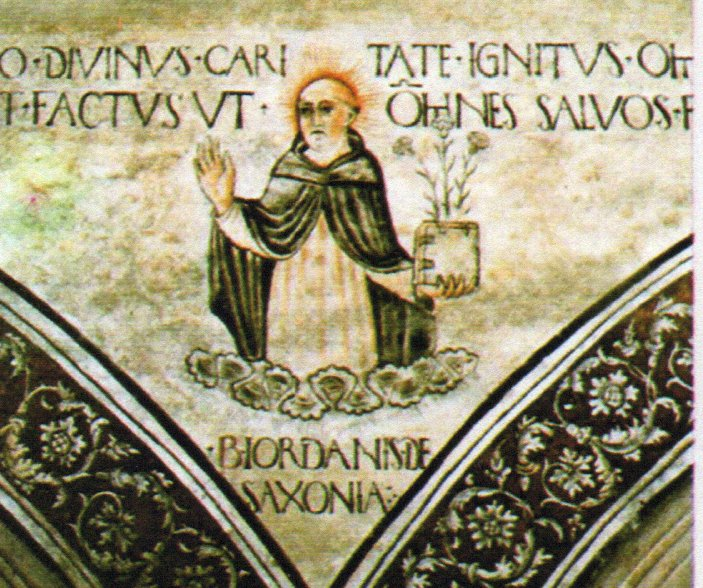
Beato Giordano di Sassonia